# Odyssey Software (gestión de dispositivos móviles)
Software Odyssey era una empresa que ofrecía soluciones de gestión de dispositivos móviles y herramientas de desarrollo de software para otras empresas, principalmente a través de su producto Athena. Con Athenas, las empresas podían administrar, controlar y dar soporte a dispositivos móviles y embebidos, como smartphones y handhelds robustos. Su tecnología permite a las compañías gestionar múltiples sistemas operativos móviles a un nivel detallado, incluyendo funciones tales como: recopilación de inventario, gestión de software, control remoto y configuración de dispositivo.

## Historia
Odyssey Software fue fundada en 1996 por Mark Gentile y originalmente se centró en la creación de herramientas de desarrollo de software. Sin embargo, se centró en el desarrollo de productos de software que permiten a los desarrolladores diseñar, crear, implementar y administrar aplicaciones empresariales para administrar dispositivos móviles e integrados, así como la administración de dispositivos móviles. La compañía fue vendida a NortonLifeLock (anteriormente conocida como Symantec) en un acuerdo completado el 2 de marzo de 2012.

## Productos
- Athena: software de administración de dispositivos que ampliaba las soluciones de Microsoft System Center, agregando la capacidad de administrar, admitir y controlar dispositivos móviles e integrados, como teléfonos inteligentes y dispositivos portátiles reforzados.
- AppCenter: un administrador de aplicaciones que restringía la actividad del usuario final a un conjunto de aplicaciones "solo autorizadas", lo que evita el uso no productivo o no autorizado del dispositivo. [5]
- ViaXML: una infraestructura de aplicaciones móviles e inalámbricas que permitía que los servicios web (que proporcionan acceso a datos, lógica empresarial, conocimiento y componentes de la aplicación) se expongan y llamen a través de Internet y la intranet corporativa utilizando estándares abiertos de Internet: XML, HTTP y HTTPS.
- CEfusion: un conjunto de infraestructura de acceso a datos de aplicaciones móviles e inalámbricas para crear e implementar rápidamente aplicaciones empresariales móviles enriquecidas. Extiende las tecnologías principales de acceso a datos de Windows DNA (ADO (ActiveX Data Objects), MTS (Microsoft Transaction Services) y MSMQ (Microsoft Message Queue Server) al entorno de aplicaciones móviles.

- Datos: Q7078435